# La Bougie du Sapeur
La bougie du sapeur o la Bougie du Sapeur (La Vela del Zapador en francés; la tipografía del título no es la misma en todos los números) es desde 1980 un periódico humorístico que sale cada 29 de febrero, es decir, en los años bisiestos, que son prácticamente uno de cada cuatro. A fecha de 2012, se han publicado 9 números. El último número data del 29 de febrero de 2020 y el próximo saldrá en la misma fecha de 2024.[actualizar]
El nombre del periódico fue elegido como homenaje al héroe de la historieta creada por Christophe, el sapeur Camember (zapador Camember), personaje nacido un 29 de febrero, por lo que se soplan las velas de su cumpleaños casi cada cuatro años.
El periódico tenía en su número de 2008 una tirada de 200.000 ejemplares, que fueron distribuidos por las NMPP. Fue fundado por Jacques Debuisson y Christian Bailly. Su redactor jefe es Jean d'Indy, y su director de publicación es Richard Prideaux-Debuisson.

## Historia
En 2004, se publicó el primer número de La Bougie du Sapeur - Dimanche como suplemento del séptimo número del periódico. Este suplemento saldrá todos los 29 de febrero que coincidan en domingo, es decir, aproximadamente cada 28 años. Se prevé que el suplemento vuelva a acompañar al periódico el domingo 29 de febrero de 2032. Además, en 2008, salió el primer número del suplemento La Bougie du sapeur - Madame, que fue sustituido en 2012 por el suplemento La Bougie du Sapeur - Coquine.
El periódico ofreció desde su primer número la posibilidad de suscribirse a varios números. En los números 1 (publicado en 1980), 2 (1984), 3 (1988) y 4 (1992), la suscripción fue por 5, 4, 3 y 2 números respectivamente, es decir, hasta el último número del siglo XX. Entre los números 5 (1996) y 8 (2008) se habilitó una suscripción por un siglo entero, pero se suprimió la fórmula de suscripción en el número 9 (2012).
Los fondos recaudados por el número de 2008 fueron donados a una asociación que se ocupa de adolescentes autistas.